# David Òrrit
David Òrrit Serrano, (nacido el 1 de octubre de 2000 en Sampedor, Barcelona, España) es un jugador de baloncesto español. Su puesto natural en la cancha es la de base. Actualmente juega para el Damex Udea Algeciras de la Liga LEB Plata.

## Trayectoria
Es un base en las categorías inferiores del Bàsquet Manresa. Comienza la temporada 2017-18 en las filas del equipo vinculado, el Club Bàsquet Martorell  en la Liga EBA. En esa misma temporada, con apenas 17 años debuta con el Bàsquet Manresa en Liga LEB Oro, disputando dos encuentros.
Comienza la temporada 2018-19 en las filas del Barbera Team Values del Grupo C de la Liga EBA, en los que promedia 10.3 puntos por encuentro en los 25.5 minutos promediados en cada partido.
El 17 de marzo de 2019 debuta con Baxi Manresa en liga ACB, tras disputar 11:51 minutos y anotar 8 puntos en el encuentro en el WiZink Center frente al Real Madrid Baloncesto en una derrota por 91 a 57.
En verano de 2020, terminó su etapa en el Bàsquet Manresa donde disputó 5 partidos con el primer equipo, anotando una media de 3 puntos por partido y un 2,2 de valoración, destacando en su partido de debut contra el Real Madrid donde anotó 8 puntos. Además, durante la temporada 2019-20 jugó como vinculado en la Unió Esportiva Barberà a Liga EBA en la que disputó 12 partidos antes de que se parara la competición promediando una media de 22,20 minutos por partido anotando 10,2 puntos, con un 46.7% de acierto desde 6,75 y consiguiendo un 8,3 de valoración.
El 4 de agosto de 2020 firma con el Club Basquet Pardinyes de la Liga LEB Plata.
En la temporada 2021-22, firma por el CAM Enrique Soler de la Liga LEB Plata.
El 12 de julio de 2023, firma por el Damex Udea Algeciras de la Liga LEB Plata.
En la temporada 2025-26, firma por el Club Baloncesto Ciudad de Ponferrada de la Segunda FEB.

## Clubes
- Club Bàsquet Martorell (2017-2018)
- Bàsquet Manresa (2018)
- Barbera Team Values (2018-2019)
- Bàsquet Manresa (2019-2020)
- Unió Esportiva Barberà (2019-2020)
- Club Basquet Pardinyes (2020-2021)
- CAM Enrique Soler (2021-2023)
- Damex Udea Algeciras (2023-2025)
- Club Baloncesto Ciudad de Ponferrada (2025-actualidad)